# エルンスト・マッハ

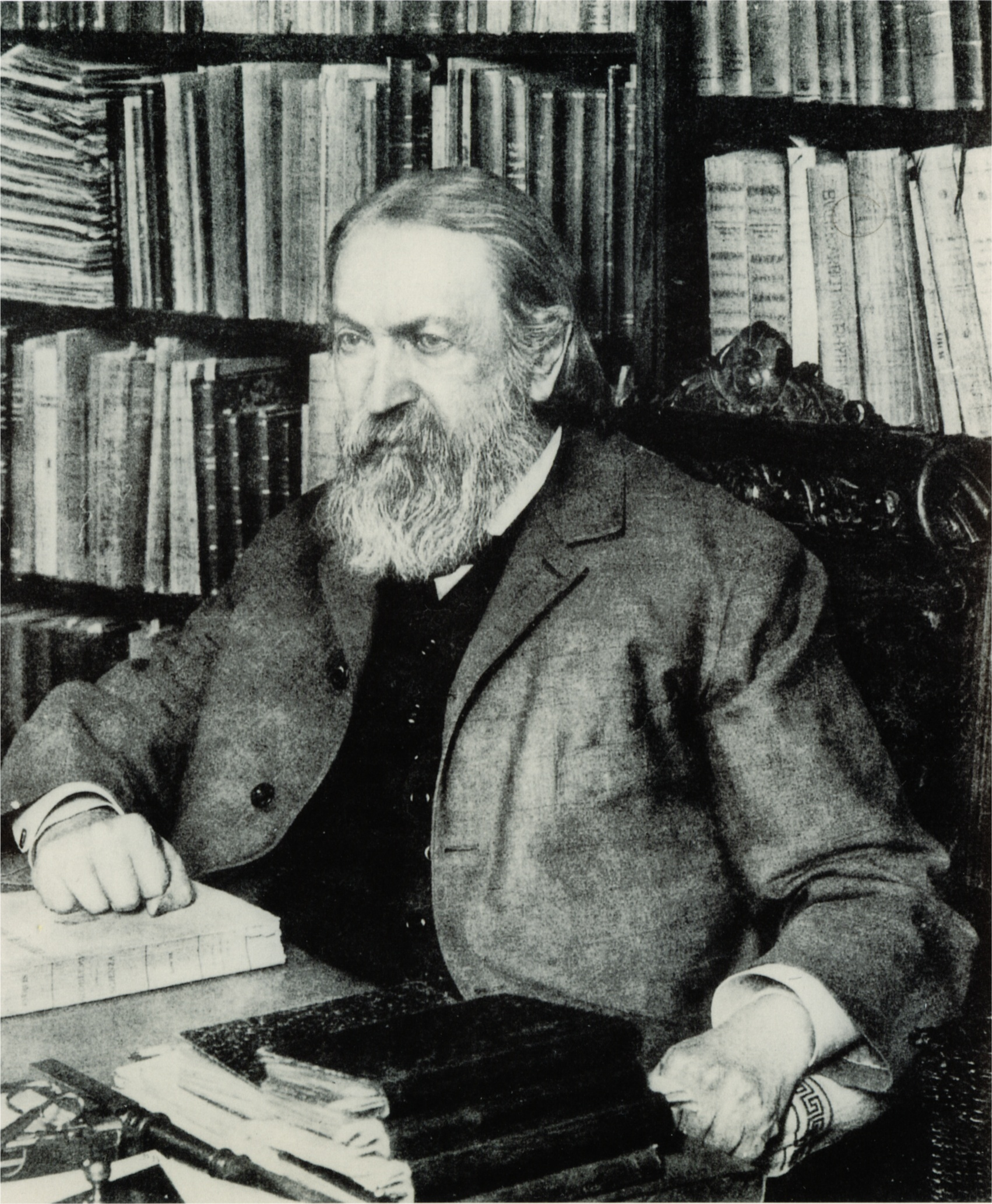
エルンスト・マッハ（1905年）

エルンスト・ヴァルトフリート・ヨーゼフ・ヴェンツェル・マッハ（Ernst Waldfried Josef Wenzel Mach、 1838年2月18日 - 1916年2月19日）は、オーストリアの物理学者、科学史家、哲学者。日本ではマッハ数の由来でも知られる。

## 生涯
チェコのモラヴィア、ブルノ＝フルリツェ（当時、オーストリア帝国モラヴィア州ヒルリッツ）出身。ウィーン大学で学んだ。
グラーツ大学の教授（数学、物理学担当）、プラハ大学の教授（実験物理学担当）の職を経験した後、1895年にウィーン大学教授として招聘された。ウィーン大学では新設された《帰納的科学の歴史と理論》という講座を担当した。
1901年にオーストリア貴族院議員に選出されたのを機に、ウィーン大を退職した。

### 年譜
- 1838年2月18日 - オーストリア帝国モラヴィア州ヒルリッツ（現在ブルノの一部） Chirlitzにて誕生
- 1864年 - グラーツ大学教授（数学、物理学）
- 1867年 - プラハ大学教授（実験物理学）
- 1877年 - 超音速に関する論文を発表
- 1886年　 衝撃波の写真撮影に世界で初めて成功する。
- 1886年　『感覚の分析』出版
- 1895年 - ウィーン大学教授。（帰納論理学）
- 1896年　『熱学の諸原理』出版
- 1901年 - オーストリア貴族院議員。大学退職。
- 1905年　『認識と誤謬』出版
- 1916年2月19日 - ドイツ国ミュンヘン郊外のハールにて死去。
- 1921年　『物理光学の諸原理』出版

## 業績

### 物理学

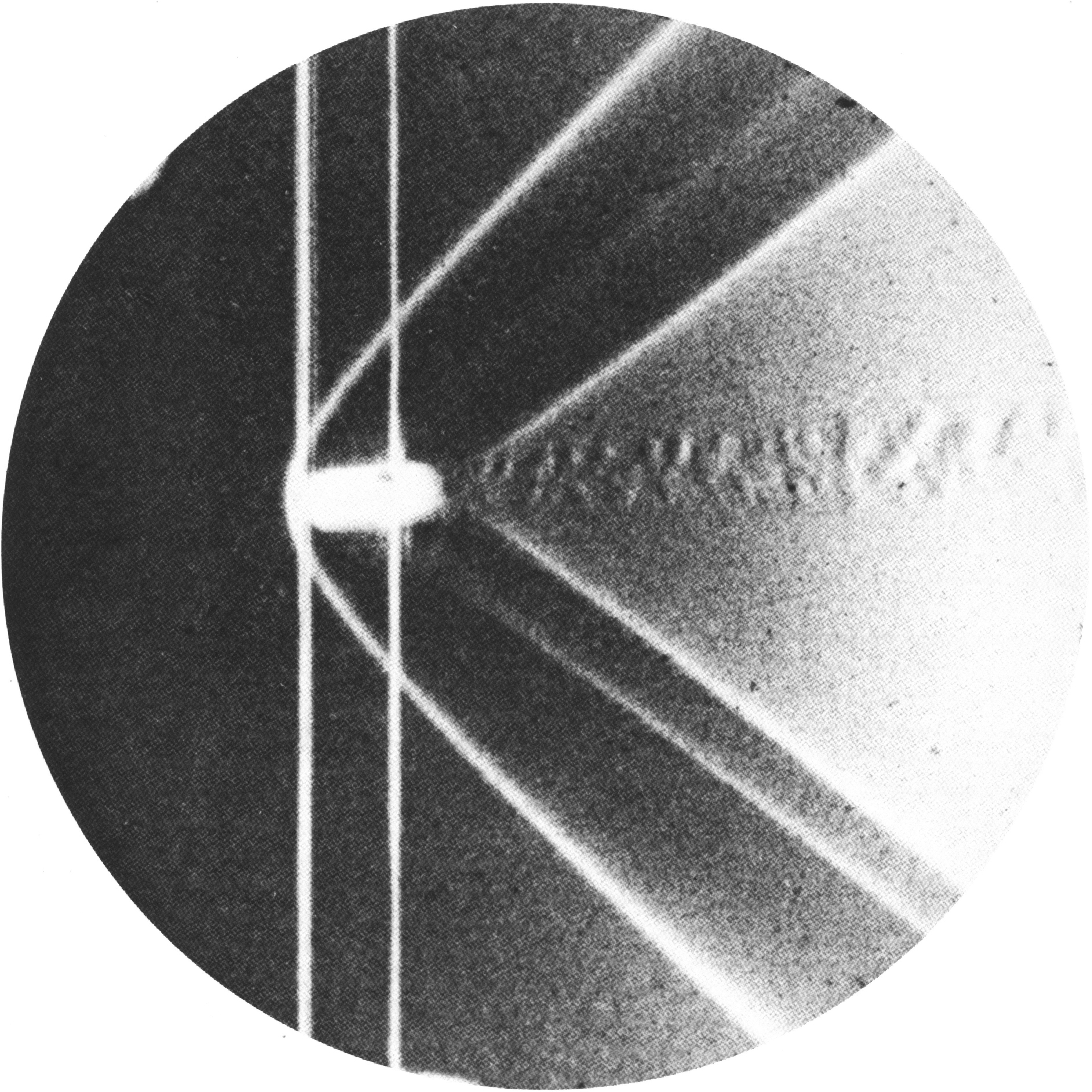
マッハが撮影した、衝撃波をともなう超音速弾丸の写真（1887年）

超音速気流の研究でも有名であり、静止流体中を運動する物体が音速を超えた場合、空気に劇的な変化が起き衝撃波が生じることを実験的に示した(1887年)。この実験には、当時の最新技術であった写真撮影が用いられた。
この業績にちなみ、圧縮流体中における物体の速度を音速との比であらわした値について、彼の名前を冠し「マッハ数」と呼ばれている。

### 科学史・科学哲学
科学史の分野では『力学の発達』（1883年）、『熱学の諸原理』（1896年）、『物理光学の諸原理』（1921年）が科学史三部作と呼ばれる。
『力学の発達』1883年では、当時の物理学界を支配していた力学的自然観を批判した。
ニュートンによる絶対時間、絶対空間などの基本概念には、「形而上学的な要素が入り込んでいる」として批判した。この考え方はアインシュタインに大きな影響を与え、特殊相対性理論の構築への道を開いた。そしてマッハの原理を提唱した。このマッハの原理は「物体の慣性力は、全宇宙に存在する他の物質との相互作用によって生じる」とするものである。この原理は一般相対性理論の構築に貢献することになった。マッハは「皆さん、はたしてこの世に《絶対》などというのはあるのでしょうか？」と指摘したことがある。なお、マッハ自身は相対論に対しては、生涯否定的な立場をとった。
マッハは、ニュートンが『自然哲学の数学的諸原理』（プリンキピア）で主張して後に、哲学者や科学者らに用いられるようになった「絶対時間」「絶対空間」という概念について、「人間が感覚したこともないものを記述にあらかじめ持ち込んでしまっている、形而上的な概念だ」として否定した。また同様の理由で、ニュートンがプリンキピアで持ち込んだ「力」という概念の問題点も指摘し、ニュートン力学およびその継承を「力学的物理学」と呼び、「そのような物理学ではなく「現象的物理学」あるいは「物理学的現象学」を構築するべきだ」とした。マッハのこうした表現は、フッサールの現象学と共通する点もあるが、フッサール自身はマッハの考えに志向性の概念が欠けていることを批判している。また同様にマッハは「形而上学的概念を排するべきだ」という観点から、原子論的世界観や「エネルギー保存則」という観念についても批判した。しかし前述のように、マッハのこういった姿勢はアインシュタインに大きな影響を与えたとはいえマッハ自身は相対論を受け入れず、一方で「形而上学的概念である」という批判は、それが当たっていたとしても、物理学の欠陥を具体的には何ら指摘できていないことも事実である。
認識論の分野では、『感覚の分析』（1886年）と　『認識と誤謬』（1905年）が代表的著作である。

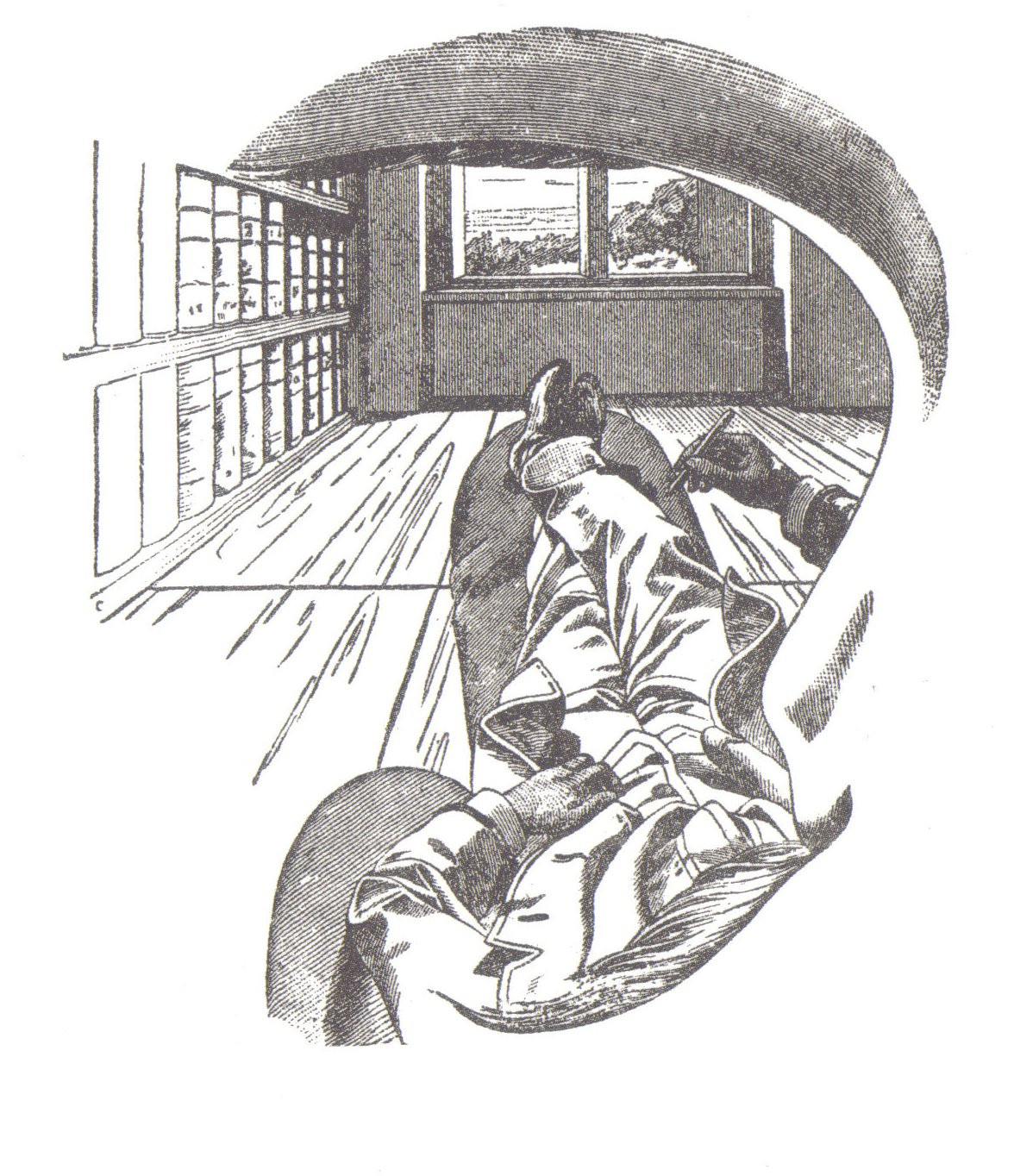
マッハによるイラスト。マッハの左目で見た視覚体験

マッハの認識論の核心部は現在では「要素一元論」と呼ばれることがある。ヨーロッパで発達した、近代哲学及び近代科学は、主-客二元論や物心二元論などのパラダイムの中にある。マッハはそれの問題点を指摘し、「直接的経験へと立ち戻り、そこから再度、知識を構築しなおすべきだ」とした。つまり「我々の「世界」は、もともと物的でも心的でもない、中立的な感覚的諸要素（たとえば、色彩、音、感触、等々）から成り立っているのであって、我々が「物体」と呼んだり「自我」と呼んでいるのは、それらの感覚的要素がある程度安定した関係で立ち現れること、そういったことの複合を、そういった言葉で呼んでいるにすぎず、「物体」や「自我」などというのは本当は何ら「実体」などではない」と指摘し、「因果関係というのも、感覚的諸要素（現象）の関数関係として表現できる」とした。そして「科学の目標というのは、感覚諸要素（現象）の関数的関係を《思考経済の原理》の方針に沿って簡潔に記述することなのだ」といったことを主張した。
マッハのこの論点に立つと、「物理学と心理学との違いというのは、従来考えられていたような研究対象の違いではない」ということになり、「記述を作り出す観点が異なっているにすぎない」ということになる。こうした観点に立ち、マッハは「統一科学」というものを構想した。
このようにマッハは、「感覚に直接立ち現れないことを先験的に認めて命題に織り込むようなことは認めない」とした。いわば実証主義の中でも極端な立場を採ったことになる。
そして当時、ニュートン流の粒子論（原子論）的世界観を応用して理論を構築しつつあり世界を実在論的な見方をしていたルートヴィッヒ・ボルツマンやマックス・プランクらと論争を繰り広げた。

### 心理学・生理学
マッハは哲学、物理学、科学史以外にも心理学、生理学、音楽学などの様々な分野の研究を行った。生理学では、ヨーゼフ・ブロイアーと独立に《マッハ・ブロイアー説》と今日呼ばれている考えを提唱した。知覚心理学分野では《マッハの帯》や《マッハ効果》と呼ばれる錯視効果を発見、さらに後のゲシュタルト心理学にも影響を与えた。

## 影響

### ウィーン学団への影響
マッハの、形而上学を超えようとする発想、現象的物理学や統一科学の構想などは、当時の若手の哲学者・科学者らに多大な影響を与え、ウィーン学団の結成のきっかけとなり、同グループによる論理実証主義や統一科学運動の基礎を提供することになった。

### レーニンの批判
マッハは、《唯心論的立場》対《唯物論的実在論》の対立を乗り越えて、その両者の上を行く視座を提供すると称した。マッハは共産主義者らにも影響を与え、オーストリア社会民主党やロシア社会民主労働党などのボグダーノフ、バザーロフ、ユシケーヴィチらが弁証法的唯物論を変革しようとした。
それを見て、レーニンは、『唯物論と経験批判論』を書き、「感覚の複合としての物というE・マッハの学説は、主観的観念論であり、バークリー主義のたんなる焼き直し」であると厳しく批判した。

## 著書
- John T. Blackmore, Ernst Mach - His Work, Life, and Influence, University of California Press: Berkeley & Los Angeles, 1972. ISBN 978-0520018495.
- John Blackmore (ed.), Ernst Mach - A Deeper Look, Dordrecht, Netherlands: Kluwer, 1992. ISBN 978-0792318538.
- J. Blackmore, R. Itagaki and S. Tanaka (eds.), Ernst Mach's Vienna 1895-1930, Dordreht, Netherlands: Kluwer, 2001. ISBN 978-0792371229.
- John T. Blackmore, Ryoichi Itagaki and Setsuko Tanaka (eds.), Ernst Mach's Science: Its Character and Influence on Einstein and Others, Kanagawa, Japan: Tokai University Press, 2006. ISBN 978-4-486-03188-8.

### 邦訳書
- 須藤吾之助・廣松渉 訳『感覚の分析』法政大学出版局〈叢書・ウニベルシタス〉、1971年。ISBN 978-4588000263。
- 野家啓一 訳『時間と空間』（新装版）法政大学出版局〈叢書・ウニベルシタス〉、2008年（原著1977年）。ISBN 978-4588099120。
- 廣松渉 訳『認識の分析』（新装版）法政大学出版局〈叢書・ウニベルシタス〉、2008年（原著2002年）。ISBN 978-4588099137。
- 伏見譲 訳『マッハ力学―力学の批判的発展史』講談社、1969年。ISBN 4061236512。
- 岩野秀明 訳『マッハ力学史 (上)-古典力学の発展と批判』筑摩書房〈ちくま学芸文庫〉、2006年。ISBN 978-4480090232。
- 岩野秀明 訳『マッハ力学史 (下)-古典力学の発展と批判』筑摩書房〈ちくま学芸文庫〉、2006年。ISBN 978-4480090249。
- 『熱学の諸原理』、東海大学出版会、〈物理科学の古典4〉、1978年。